# Тутовичі
Туто́вичі — село в Україні, у Сарненській міській громаді Сарненського району Рівненської області. Відповідно до Розпорядження Кабінету Міністрів України від 12 червня 2020 року № 722-р «Про визначення адміністративних центрів та затвердження територій територіальних громад Рівненської області» увійшло до складу Сарненської міської громади.  Населення становить 1273 осіб.

## Географія
Село розташоване на правому березі річки Горинь.

## Історія
Станом на 1885 рік у колишньому власницькому селі Городецької волості Луцького повіту Волинської губернії мешкало 420 осіб, налічувалось 74 двори, існували православна церква, постоялий будинок, водяний млин.
За переписом 1897 року кількість мешканців зросла до 709 осіб (358 чоловічої статі та 351 — жіночої), з яких 642 — православної віри.
У 1906 році село Городецької волості Луцького повіту Волинської губернії. Відстань від повітового міста 114 верст, від волості 14. Дворів 105, мешканців 927.

## Населення
За переписом населення 2001 року в селі мешкало 1 256 осіб.

### Мова
Розподіл населення за рідною мовою за даними перепису 2001 року:
| Мова       | Відсоток |
| ---------- | -------- |
| українська | 99,53 %  |
| російська  | 0,31 %   |
| вірменська | 0,08 %   |